# (21035) Iwabu
(21035) Iwabu est un astéroïde de la ceinture principale.

## Description
(21035) Iwabu est un astéroïde de la ceinture principale. Il fut découvert le 1er janvier 1990 à Kitami par Kin Endate et Kazuro Watanabe. Il présente une orbite caractérisée par un demi-grand axe de 2,34 UA, une excentricité de 0,25 et une inclinaison de 4,8° par rapport à l'écliptique.

## Compléments